# たこるくん
たこるくんは、テレビ大阪（TVO）のマスコットキャラクターである。
キャラクターデザインは、キャラクターデザイナー・イラストレーターのサカモトタカフミ。

## プロフィール
本名は、なにわ流たこる。性格は、のんびりやでマイペース。
大阪ミナミの、とあるたこ焼き屋台で、オヤジがたこを入れ忘れたたこ焼きから誕生した。その後、明石を訪れて「タコベエ」（真っ赤で小さいタコの姿）と出逢う。
1人前のたこ焼きになるため、せっかちだけどしっかりもののタコベエと共に旅をしている。
CMの際には「つっつっつー、テレビ大阪つっつっつー♪」とのジングルに乗って登場してくる。
時にはいたずらをすることもある。

## 生い立ち
開局20周年を迎えた2002年に誕生し、番組宣伝での初登場では1000件を超える問い合わせが殺到した。
その後、17:55～17:57（月～金）に帯番組『たこるTV』を持つことにより、直近の18時からのアニメ番組を視聴する未就学児・小学生はもとより、幅広い世代層に受け入れられることになる。現在の『たこるTV』の放送時間は以下を参照。
なお、上記帯番組の他にも特番も不定期ながらも放送され、同じく局マスコットキャラクターであるハチエモン（関西テレビ）・らいよんチャン（毎日放送）・おっ!サン（サンテレビ）らと共に、着実に近畿地方での人気キャラクター地位を得ることとなる。ちなみに、「たこるくん」から1年遅れて2003年6月2日に登場した「らいよんチャン」（本来はテレビ放送部門の番組宣伝メインキャラクター）は、『たこるTV』（後述）のアニメーション映像における「たこるくん」の動きをヒントに誕生したとされる。
この他にも2003年11月23日に放送された同局制作のアニメ『デ・ジ・キャラットにょ』第68話において数カットのみ特別出演している。
グッズ等も多数販売され、特に2004年発売の「たこるくんとタコベエのえほん あたたかいこおり」、2005年発売の「たこるくんとタコベエのえほん2 そらいろのロボット」（共に講談社刊）の絵本は、近畿地方以外でも発売されている。
2005年7月には「たこるカフェ」を期間限定で出店。1階では、たこるくんの顔を描いた「たこるモカ」などを販売。2階では、たこるくんギャラリーを展開。たこるくんのテレビアニメーション、ポスター、非売品グッズ、原画ラフなどを展示した。
2005年8月25日には東京へ出張した（キデイランド・原宿店）。
また、テレビ大阪の情報番組『みみヨリぃ!?』（2007年9月30日放送終了）には、たこるくんの着ぐるみが毎回“出演”していた。
2007年3月21日から4月22日にかけて、KPOキリンプラザ大阪（2007年10月31日に閉館）で "No Takoyaki, No Osaka!"（＝たこ焼きのない大阪なんて!）をテーマに「たこるくん展 Takoru Shock!!!!（たこるショック!!!!）」が開催され、10000人を越すファンが詰めかけた。
2011年7月24日正午にTVOのアナログ放送の終了。これに伴い、通常『和風総本家』を再放送するところをアナログ放送では『たこるTV』に差し替えた。そこから「なにわ流たこるのうた」へ展開し、シームレスに特別クロージングへと移った。特別クロージングではまず、緞帳が下がった舞台の上に「たこるくん」が立ち、たこるくんが「19ch」と書かれたプラカードを裏返して「7ch」をアピールした。BGMは「つっつっつー、テレビ大阪、テレビ大阪♪」のオルゴールによるインストゥルメンタルバージョンが使われた。舞台には「たこるくんファミリー」が勢ぞろいして、ナレーターが長年のアナログ放送視聴に感謝のメッセージを述べた後、最後に「JOBH-TV テレビ大阪」と書かれた縦長の看板が下り、たこるくんファミリーが一礼して終わった。正午以降はブルーバックのお知らせ画面に切り替わり、最後に「なにわ流たこるのうた」をリピートして地上波デジタル放送へと完全移行した。

## たこるTV
2025年1月現在、以下の時間に放送されている。内容はたこるくんのアニメ、テレビ大阪製作の番組の宣伝などがあり、テレビ大阪のアナウンサーがたこるくんと同じ2頭身のキャラクターとなって番組を進行する。
- 金曜日16:10 - 16:20
- 日曜日05:10 - 05:20

## たこる・ザ・ムービー Takoru Shock!!!!
2007年10月26日、東宝より『たこる・ザ・ムービー Takoru Shock!!!!』が発売された。前述の「たこるくん展 Takoru Shock!!!!」会場内で限定上映された約20分のアニメ映像本編をはじめ、会場案内映像、未公開アニメなど約13分の特典映像を収録している。

### ストーリー
大阪のテレビ局、テレビ王様で働くとも子は、上司に怒られてばかりのつまらない毎日を送っていた。しかし、部屋にたこるくんとタコベエが突然現れたところから生活に変化が表れはじめる。一方、とも子のあこがれのプロデューサー可能は、食品会社社長の井加すすむの罠にはまって悪事に手を染める。井加すすむは可能を使って大阪の人々を洗脳し、「タコ禁止キャンペーン」を展開。その背景には、世界征服の第一段階として日本を乗っ取ろうとしている「イカイカ団」の存在があった。やがてイカイカ団は国会を占拠する。その様子をテレビ中継で見ていたとも子とたこるくん、タコベエは…。

### 登場人物
たこるくん（なにわ流たこる）、タコベエ
名コンビ。実は日本を救うという重大な任務を課せられている。
駒川とも子（こまかわともこ）
声 - 藁谷麻美
テレビ王様庶務課勤務。毎日が平凡でつまらないと思っている。
課長（かちょう）
声 - 大池博
テレビ王様庶務課長。部下を叱って満足している。
可能（かのう）プロデューサー
声 - 植草結樹
テレビ王様勤務。とも子の憧れの敏腕プロデューサー。
屋台（やたい）オヤジ
声 - 相方清隆
ミナミを本拠地に、たこやき屋台を営む。
オバハン
声 - 土田悦子
特売セールが好き。芸能情報に敏感。
オバハンの仲間（なかま）
声 - 内海あづさ
オバハンと行動をともにする友達。
たこやきの神様（かみさま）
声 - 千年屋俊幸
文字通りたこやきの神様。突然現れる。
千年屋（ちとせや）アナウンサー
声 - 千年屋俊幸
テレビ王様のベテランアナウンサー。
植草（うえくさ）アナウンサー
声 - 植草結樹
テレビ王様のアナウンス部長。
井加（いか）すすむ
声 - 酒井健治
イカ食品社長。自分は「イカしてる」と思っている。その実体は…。
イカイカデビル
声 - 酒井健治
悪物集団イカイカ団のボス。世界征服を狙っている。
イカイカ団 団員
声 - ?
イカイカ課勤務。イカイカデビルの手下。
ナレーション
声 - シカさわこ

### スタッフ
- 作 - サカモトタカフミ、福本満美子
- アニメーション - 大嶋明英、中俣敬太
- 音楽 - 松方ヒデキ
- 音効 - 角井哲
- 録音 - 中西祐之
- 声の出演 - 藁谷麻美、植草結樹、酒井健治、千年屋俊幸（以上テレビ大阪アナウンサー）
- 歌 - シカさわこ

### DVD
- たこる・ザ・ムービー Takoru Shock!!!!（TDV17310D）